# Sutera hereroensis
Sutera hereroensis là một loài thực vật có hoa trong họ Huyền sâm. Loài này được Skan miêu tả khoa học đầu tiên năm 1906.